# Marin Alsop

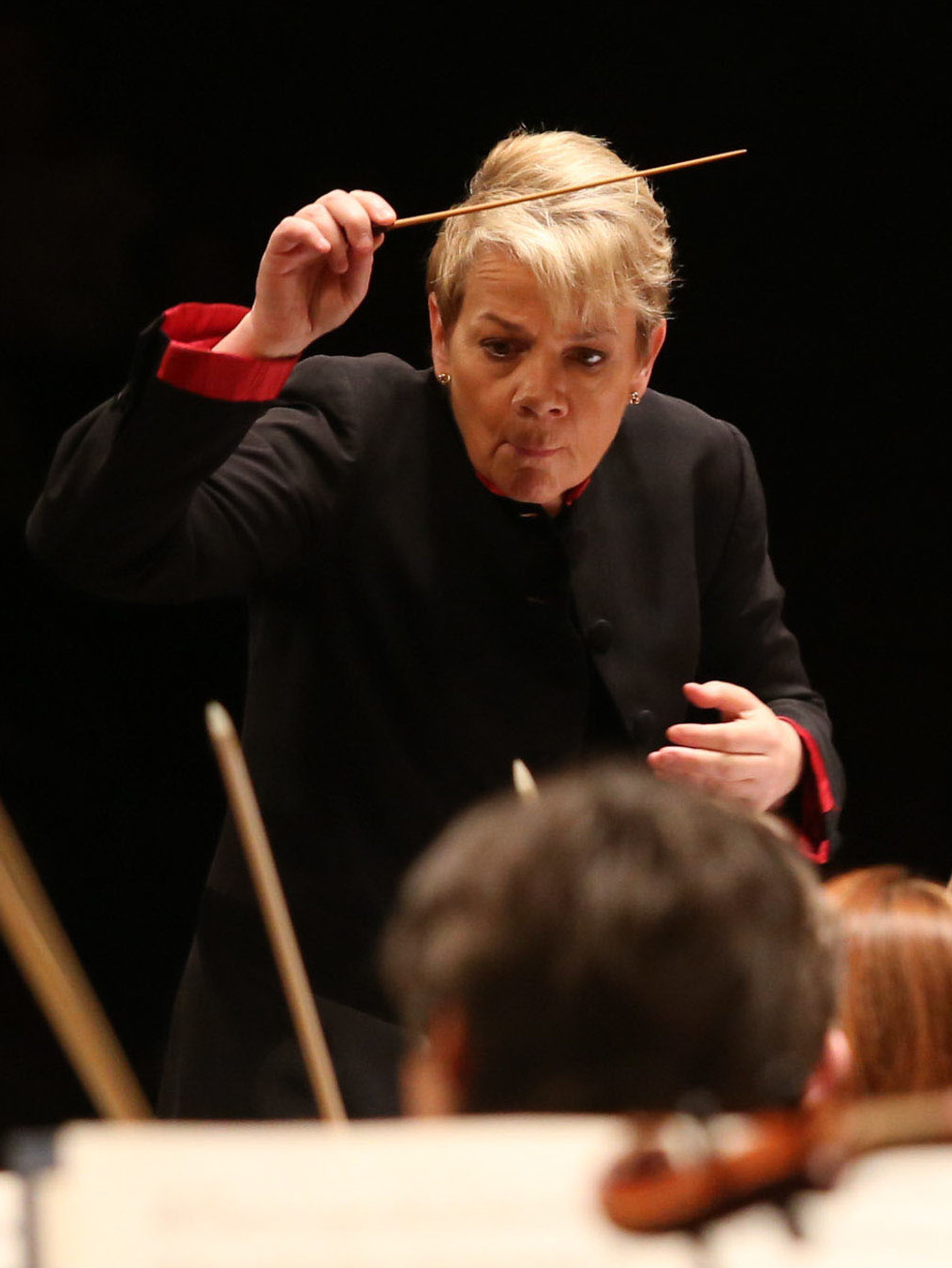
Marin Alsop (2017)

Marin Alsop (* 16. Oktober 1956 in New York) ist eine US-amerikanische Dirigentin. Von 2007 bis 2021 stand sie dem Baltimore Symphony Orchestra vor und leitete damit als erste Frau ein großes US-amerikanisches Orchester. 2013 dirigierte sie als erster weiblicher Dirigent erstmals die Londoner Last Night of the Proms.

## Beruflicher Werdegang
Marin Alsop studierte an der Yale University und erlangte ihren Master an der Juilliard School.
1989 begann ihre Karriere als Dirigentin, als sie Preisträgerin beim New Yorker Leopold-Stokowski-Wettbewerb wurde, bei ihrem Mentor Leonard Bernstein sowie bei Seiji Ozawa und Gustav Meier studierte und im selben Jahr in Tanglewood den Koussevitzky-Dirigentenpreis erhielt.
Von 2002 bis 2008 war sie Chefdirigentin des Bournemouth Symphony Orchestra, von 2012 bis 2019 Chefdirigentin des São Paulo State Symphony Orchestra.
Sie stand von 2007 bis 2021 dem Baltimore Symphony Orchestra vor und leitete damit als erste Frau ein großes US-amerikanisches Orchester.
Seit September 2019 ist sie Chefdirigentin des ORF Radio-Symphonieorchesters Wien (RSO) und hat damit die Nachfolge von Cornelius Meister angetreten. Seit 2023 leitet sie zudem das Nationale Polnische Sinfonieorchester. Im Februar 2025 wurde Markus Poschner als ihr Nachfolger als Chefdirigent des RSO Wien ab 2026 präsentiert.

### Gastdirigate
Marin Alsop ist regelmäßig zu Gast beim New York Philharmonic, Philadelphia Orchestra, Chicago Symphony und dem Los Angeles Philharmonic Orchestra. Zudem ist sie eine der wenigen Gastdirigenten, die in jeder Saison sowohl vom London Symphony Orchestra als auch vom London Philharmonic Orchestra eingeladen werden. Sie trat weltweit mit vielen wichtigen Orchestern auf, darunter das Concertgebouw-Orchester in Amsterdam, das Tonhalle-Orchester Zürich, das Orchestre de Paris, das Symphonieorchester des Bayerischen Rundfunks, das Boston- und das Pittsburgh Symphony Orchestra sowie das Tokyo Philharmonic Orchestra. In den vergangenen Spielzeiten dirigierte sie neben dem London Philharmonic, dem Chicago Symphony Orchestra und dem Boston Symphony Orchestra, in Deutschland u. a. die Münchner Philharmoniker, das Gewandhausorchester Leipzig, das NDR Sinfonieorchester, das Rundfunk-Sinfonieorchester Berlin und das Gürzenich-Orchester Köln. Ab der Saison 2024/25 wird sie erste Gastdirigentin des Philadelphia Orchestra.
Im September 2006 dirigierte sie Nicholas Maws Oper Sophie’s Choice an der Oper Washington. Ihr Debüt an der Oper St. Louis gab sie 2004 mit John Adams’ Nixon in China und im selben Jahr dirigierte sie die Produktion von Bernsteins Candide mit den New Yorker Philharmonikern, welche 2005 für den Emmy nominiert wurde.
In Zusammenarbeit mit dem Label Naxos sind Aufnahmen von Johannes Brahms’ Sinfonien mit dem London Philharmonic sowie eine fortlaufende Serie von Aufnahmen mit dem Bournemouth Symphony Orchestra, unter denen sich zum Beispiel Béla Bartóks Der wunderbare Mandarin, Bernsteins Chichester Psalms oder auch die Sinfonien von Kurt Weill befinden, entstanden.
Am 7. September 2013 war Alsop die erste Dirigentin, die die Londoner Last Night of the Proms leitete. Am 12. September 2015 dirigierte sie erneut die Last Night of the Proms in der Royal Albert Hall und ebenfalls am 9. September 2023.
Seit 2020 ist sie Artist in Residence an der Universität für Musik und darstellende Kunst Wien und die erste Frau, die in der mehr als 200-jährigen Geschichte der Musikuni Wien im Bereich Orchesterdirigieren unterrichtet.

## Auszeichnungen (Auswahl)
- 2002: Alsop erhielt den Royal Philharmonic Society Music Award für Dirigenten („Conductor-Award“).
- 2003: Preisträgerin des „Artist of the Year“-Award der Zeitschrift The Gramophone
- 2005 „Classical Brit Award for Best Female Artist“. Alsop wurde außerdem Stipendiatin der MacArthur-Stiftung, damit erhielt erstmals ein Dirigent diesen vor allem in den USA angesehenen Preis.
- 2006: „BBC Radio 3 Listeners Award“ der Royal Philharmonic Society.
- 2008: Wahl in die American Academy of Arts and Sciences
- 2020: Aufnahme in die American Philosophical Society.
- 2024: Ehrenmitgliedschaft der Universität für Musik und darstellende Kunst Wien[8]

## Privatleben
Alsop ist in einer Beziehung mit der Hornistin Kristin Jurkscheit, mit der sie einen Sohn hat.